# کورنورد
کورنورد (به هلندی: Cornwerd) یک منطقهٔ مسکونی در هلند است که در سودوست-فریسلان واقع شده‌است. کورنورد ۸۵ نفر جمعیت دارد.